# Bairoil
Bairoil város az USA Wyoming államában, Sweetwater megyében. Lakosainak száma 68 fő (2020. április 1.).

## Népesség
A település népességének változása:

| 2010 | 106 |
| 2020 | 68  |